# 2017 à Terre-Neuve-et-Labrador
Chronologie de Terre-Neuve-et-Labrador
- 2013
- 2014
- 2015
- 2016
- 2017
- 2018
- 2019
- 2020
- 2021

Cette page concerne des événements d'actualité qui se sont produits durant l'année 2017 dans la province canadienne de Terre-Neuve-et-Labrador.

## Politique
- Premier ministre : Dwight Ball, Libéral,depuis le 14 décembre 2015
- Chef de l'Opposition (en) : Paul Davis, progressiste-conservateur,  depuis le 14 décembre 2015
- Lieutenant-gouverneur : Frank Fagan
- Législature (en) :